# 大木茂
大木 茂（おおき しげる、1947年10月 - ）は、日本のフリーカメラマン、鉄道写真家。東京都世田谷区出身。東京都立新宿高等学校を経て、早稲田大学理工学部電気工学科卒。日本写真家協会会員。

## 略歴
高校時代に蒸気機関車の魅力の虜となり、写真を撮り始める。大学時代に写真集『北辺の機関車たち』を仲間3人と共著で出版し、鉄道趣味界はもとより各方面から高い評価を受ける。大学卒業後は、朝日新聞を中心として、報道写真、各種写真出版物など幅広い分野で活躍。海外取材を数多くこなす。鉄道写真関係ではJRPS(日本鉄道写真作家協会)に創立メンバーとして参加する。鉄道写真におけるズーム流し技法を考案するとともに、デジタルカメラの黎明期からデジタル写真作品を多数発表して注目を集める。モノクロームの鉄道写真に関してはそのカメラアイの素晴らしさと、作品の美しさで他者の追随を許さない。最近は多彩な経験を生かして日本映画のスティル写真撮影を中心に活躍中。

## 著作

### 単行本
1. 『北辺の機関車たち』武田安敏・堀越庸夫共著　(キネマ旬報社：1971/8)
2. 『やきものの里・雑器帳』アサヒグラフ編　(朝日新聞社：1978/7)
3. 『関東・甲信越(1982年)(ローカル線をゆく〈5〉)』宮脇俊三編集　(桐原書店：1982/3)
4. 『日本の路面電車』　(桐原書店：1982/11)
5. 『ありがとうひまわり号』姥山寛代編　(現代出版：1983/1)
6. 『世界写真紀行：カルチャー/アドベンチャー2』キャティー・マエダ著　(エリエイ出版部：1984/12)
7. 『女優石原真理子』山根貞男責任編集　(芳賀書店：1986/10)
8. 『ノスタルジック・アイドル二宮金次郎-モダン・イコノロジー』井上章一文　(新宿書房：1989/3)
9. 『World Golf Resorts』秋山寿郎編　(平凡社：1990/8)
10. 『スーパートレインブック'91/Rail Magazine増刊』長谷川章編　(ネコ・パブリッシング：1991/9)
11. 『ALL ABOUT JR特急』長谷川章編　(ネコ・パブリッシング：1993/1)
12. 『ヨーロッパの鉄道1996』結解学共著　(弘済出版社：1996/2)
13. 『10才のとき』高橋幸子聞き手・西村繁男絵　(福音館書店：1998/4)
14. 『ヨーロッパの鉄道撮影ガイドブック(トラベルMOOK)』結解学共著　 (弘済出版社：1999/3)
15. 『ヨーロッパ汽車の旅(コロナ・ブックス)』　(平凡社：2002/11)
16. 『No love,no life：愛がなければ、生きられない』常盤貴子著　(講談社：2004/2)
17. 『憑神の妻夫木聡：映画「憑神」オフィシャルフォトブック』石塚元太良特写　(角川メディアハウス：2007/6)

### 雑誌
1. 『Jtrain vol1～vol15　落日の蒸気機関車/モノクロームの残照』　(イカロス出版：2001/2～2004/9)